# Kanonisk form
Inom matematik och datavetenskap, är kanonisk form, normalform eller standardform för ett matematisk objekt, ett standardiserat sätt att presentera detta objekt som ett matematiskt uttryck. Skillnaden mellan "kanoniska" och "normala" former varierar beroende på underordnat fält. Inom de flesta områden, anger en kanonisk form en unik representation av varje objekt, medan en normalform är en framställning utan krav på att vara unik.
Till exempel, är den kanoniska formen av en decimal representation av ett positivt heltal, en ändlig sekvens av siffror som inte börjar med noll.
Mer generellt, för en klass av objekt för vilka en ekvivalensrelation (som kan skilja sig från standardföreställningar om likhet, bland annat genom möjligheten att olika former av samma objekt är icke-ekvivalenta) är definierad, består den kanoniska formen i valet av ett specifikt objekt i varje klass. Till exempel är trappstegsmatrisformen och Jordans normalform kanoniska former för matriser.
Inom datavetenskap, eller mer specifikt inom datoralgebra, när matematiska objekt representeras i en dator, finns det vanligtvis många olika sätt att representera objektet. Inom datoralgebra är en representation sådan att varje objekt har en unik representation, en kanonisk form. Således kan två objekt lätt testas för likhet genom test av deras kanoniska former. Men kanoniska former beror ofta på godtyckliga val, vilket kan medföra svårigheter att testa två objekt för likhet, vilka uppkommit genom oberoende beräkningar. Därför är inom datoralgebra normalformen en svagare notation: en normalform är dock en representation sådan att  noll är unikt representerat. Detta gör det möjligt att testa för likhet genom att skillnaden mellan två objekt ges i normalform.
Kanonisk form kan också innebära en differentialform som definieras på ett naturligt (kanoniskt) sätt. Inom datavetenskap, kan data som har mer än en möjlig representation, ofta kanoniseras till en helt unik representation som kallas dess kanoniska form. Kanonisering är att sätta något i kanonisk form.